# Trentepohlia spectralis
Trentepohlia spectralis är en tvåvingeart som beskrevs av Edwards 1928. Trentepohlia spectralis ingår i släktet Trentepohlia och familjen småharkrankar. Inga underarter finns listade i Catalogue of Life.